# Kammarkören Svenska Röster
Kammarkören Svenska Röster bildades år 1988 av Bo Aurehl som tidigare lett Stockholms ungdomskör. Sedan Aurehl bildat Stockholm Singers fungerar Svenska Röster som en projektkör.
Kammarkören Svenska Röster arrangerar varje år sedan 1994, numera tillsammans med Habanera AB, de traditionella adventskonserterna i Blå hallen i Stockholm.

## Diskografi
- Klanger från Sverige. CD, 1993
- Trettondagskonsert (live). CD, 1994
- Så tag mitt hjärta! Hjärt-lungfonden 90 år (samlingsalbum). CD, 1994
- Swedish Rhapsody. CD, 1995
- The six motets: De sex motetterna, J.S. Bach. CD, 2000